# Jagoba Arrasate
Jagoba Arrasate Elustondo (Berriatua, 22 de abril de 1978) é um ex-futebolista e treinador de futebol espanhol. Atualmente comanda o Mallorca.

## Carreira como jogador
Revelado nas categorias de base da Real Sociedad, não chegou a jogar na equipe principal. Fez toda a carreira em clubes do País Basco (Eibar B, Lemona, Beasain, Elgoibar, Portugalete e Amorebieta), porém se aposentou jovem, aos 28 anos de idade.

## Treinador
Virou treinador em 2007, comandando o Berriatuko FT. Exerceu ainda a função no Elgoibar e voltou à Real Sociedad em 2010, trabalhando como técnico das categorias de base e auxiliar-técnico até 2013, quando foi promovido ao comando da equipe principal dos Txuri-Urdin após a saída do francês Philippe Montanier, permanecendo até 2014.
Treinou ainda o Numancia durante 3 anos e, em junho de 2018, assumiu o comando técnico do Osasuna.
Em 2024, após 6 anos de Osasuna, Jagoba Arrasate assume o comando técnico do Mallorca.